# Ossepina

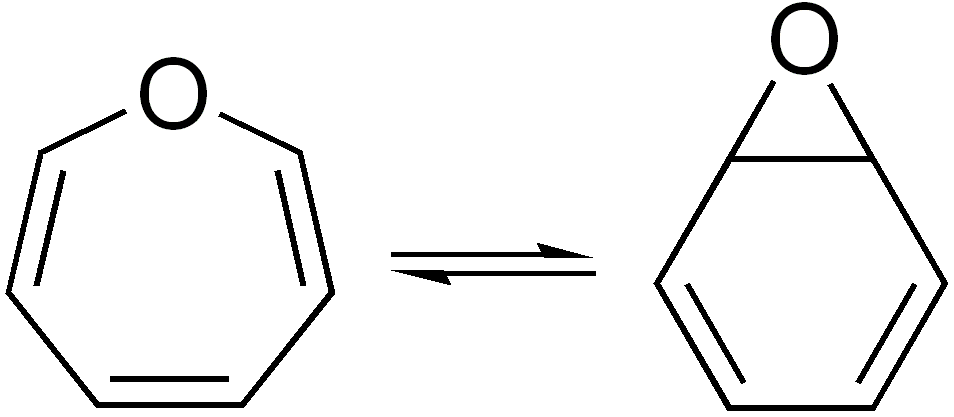
Equilibrio ossepina-benzene ossido

L'ossepina è un composto organico eterociclico a sette termini, contenente ossigeno, con tre doppi legami. Esiste in equilibrio con l'ossido di benzene.